# Eleições gerais no Peru em 1980
As eleições gerais peruanas de 1980 foram realizadas em 18 de maio para eleger o presidente do Peru e renovar a totalidade de assentos do Congresso da República, à época um parlamento bicameral composto por 60 senadores e 180 deputados. 
Estas foram as primeiras eleições gerais realizadas após a promulgação da Constituição de 1979, que marcou o período de redemocratização do Peru após a vigência do autoritário regime militar liderado até 1975 pelo general Juan Velasco Alvarado, que ascendeu ao poder através do golpe de Estado em 1968, e depois pelo general Francisco Morales Bermúdez até 1980. Este último buscou implementar um retorno gradual à democracia ao convocar uma Assembleia Nacional Constituinte em 1978 e, em seguida, eleições gerais para 1980 em reação à crescente insatisfação popular às políticas adotadas pelo regime.
Na eleição presidencial, Fernando Belaúnde Terry, candidato pelo Ação Popular (AP) eleito presidente pela primeira vez nas eleições de 1963 e justamente o mandatário civil deposto por Alvarado em 1968, retornou à presidência do país após vencer por ampla margem de votos o candidato Armando Villanueva, um dos principais expoentes da Aliança Popular Revolucionária Americana (APRA) à época e mais treze candidaturas presidenciais. Belaúnde Terry venceu o pleito com maioria simples após conquistar 45,36% dos votos válidos contra 27,40% obtidos por Villanueva.

## Resultados eleitorais

### Eleição presidencial
| Candidato(a)                | Partido         | Votos válidos | %     | Situação    |
| --------------------------- | --------------- | ------------- | ----- | ----------- |
| Fernando Belaúnde Terry     | AP              | 1 870 864     | 45.36 | Eleito      |
| Armando Villanueva          | APRA            | 1 129 991     | 27.40 | Não eleitos |
| Luis Bedoya Reyes           | PPC             | 394 592       | 9.56  | Não eleitos |
| Hugo Blanco                 | PRT             | 160 713       | 3.89  | Não eleitos |
| Horacio Zeballos Gámez      | UIR             | 134 321       | 3.25  | Não eleitos |
| Leonidas Rodríguez Figueroa | IU              | 116 890       | 2.83  | Não eleitos |
| Carlos Malpica              | UDP             | 98 452        | 2.38  | Não eleitos |
| Roger Cáceres Velásquez     | FENATRACA       | 81 647        | 1.98  | Não eleitos |
| Genaro Ledesma Izquieta     | FOCEP           | 60 853        | 1.47  | Não eleitos |
| Demais candidatos           | Demais partidos | 75 453        | 1.81  | Não eleitos |
| Votos válidos               | 4 123 776       | 77.70         | –     | –           |
| Votos em branco/nulos       | 1 183 689       | 22.30         | –     | –           |
| Votos registrados           | 5 307 465       | 100.00        | –     | –           |
| Comparecimento eleitoral    | 6 470 947       | 82.02         | –     | –           |